# Bodo-Wilke von Bodenhausen
Bodo-Wilke Arthur Ralph Freiherr von Bodenhausen (* 11. März 1894 in Dresden; † 28. Dezember 1976 in Göttingen) war ein deutscher Jurist und Kommunalpolitiker (NSDAP). Er war in der Zeit des Nationalsozialismus Landrat des Landkreises Göttingen.

## Leben
Er stammte aus der Adelsfamilie von Bodenhausen und war der Sohn des sächsischen Oberst Gustav von Bodenhausen (1865–1931) und dessen Ehefrau Marie Luise Freifrau von Bodenhausen. Er wurde in deren Wohnung in der Radeberger Straße 39 in Dresden geboren und evangelisch-lutherisch getauft. Er hatte noch zwei jüngere Brüder, die ebenfalls in Dresden zur Welt kamen.
Von 1914 bis 1918 nahm er am Ersten Weltkrieg teil. Freiherr von Bodenhausen schlug eine juristische Ausbildung ein, studierte Rechts- und Staatswissenschaften und promovierte 1925 an der Universität Göttingen zum Dr. jur. Danach war er als Rechtsanwalt in Göttingen tätig. Nach der Machtergreifung der Nationalsozialisten wurde er, der zum 1. Februar 1932 der NSDAP beigetreten war (Mitgliedsnummer 946.206), im März 1933 Mitglied des Kreistages in Göttingen. Im August wurde er stellvertretender Landrat in Göttingen. Am 1. Oktober 1933 übernahm er zunächst kommissarisch und im Februar 1934 endgültig die Funktion des Landrats im Landkreis Göttingen. Nach dem deutschen Überfall auf die Sowjetunion 1941 wurde er zur Wehrmacht einberufen. Das Landratsamt übernahm an seiner Stelle vertretungsweise Hermann Kratzin bis zum Kriegsende 1945.
Im Januar 1935 wurde er Vorstandsmitglied der Elektrizitäts-Aktiengesellschaft Mitteldeutschland. Freiherr von Bodenhausen war außerdem Vorsitzender des Aufsichtsrates der Göttinger Kleinbahn AG und der Zuckerfabrik Obernjesa AG., Obernjesa/Hann.